# Renata Bueno
Renata Eitelwein Bueno (Brasília, 10 de novembro de 1979) é uma advogada e política brasileira.
Filha do ex-deputado federal Rubens Bueno, foi vereadora de Curitiba (PR) pelo Partido Popular Socialista (PPS), atual Cidadania, e deputada do Parlamento da República Italiana pela União Sul-Americana dos Emigrantes Italianos (USEI) e pelo Movimento Paixão Itália (Movimento Passione Itália) entre 2013 e 2018.

## Origens e formação

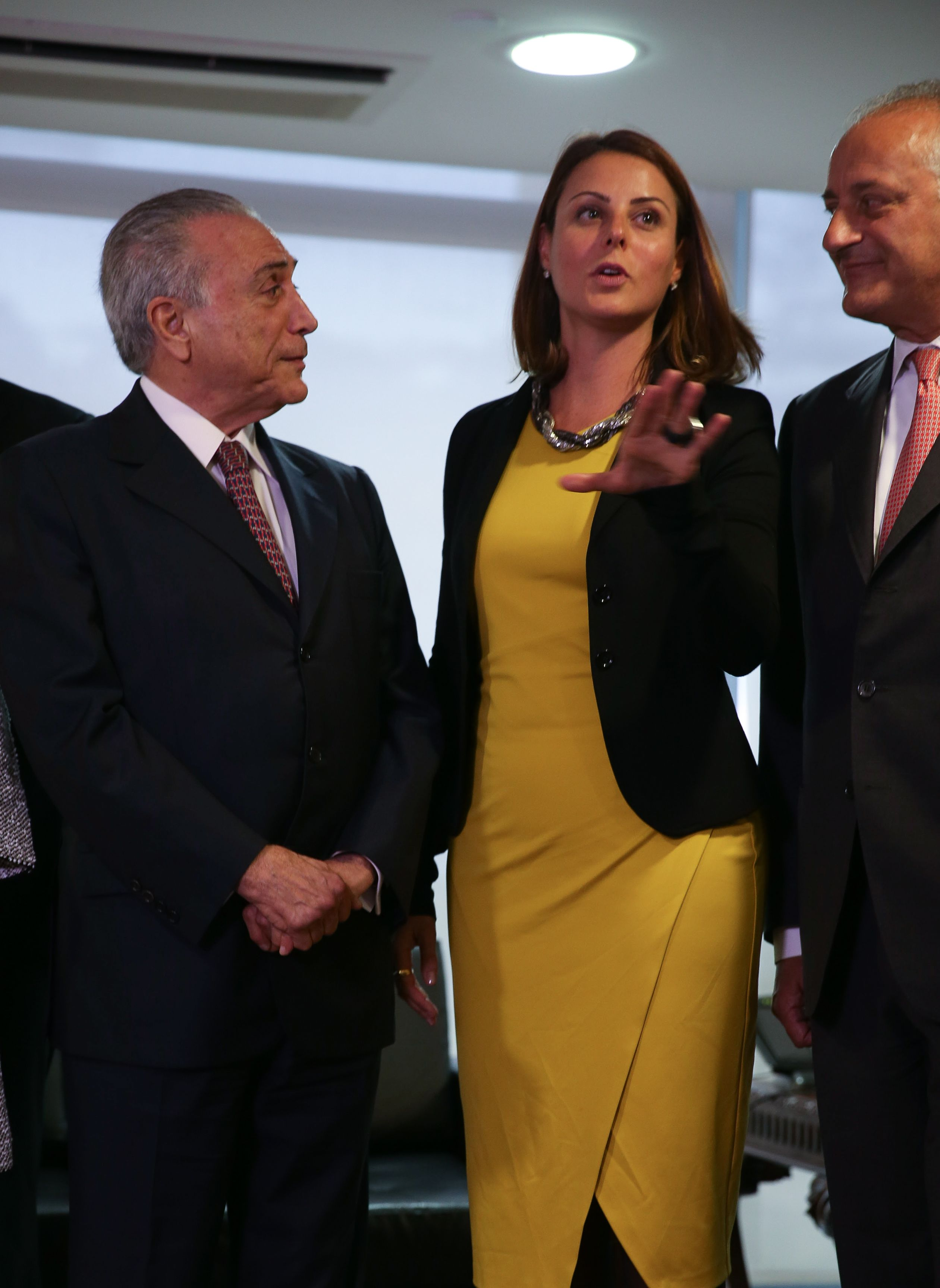
Renata Bueno com Michel Temer em 2016

Nascida em Brasília à época em que seu pai cursava Letras no Centro de Ensino Unificado de Brasília (CEUB). É filha de Rubens Bueno, tradicional político do Paraná.
Bueno formou-se em Direito pela Universidade Tuiuti (UTP), além de pós-graduação lato-sensu na Universidade de Pádua e mestrado na Universidade de Roma-Tor Vergata.

## Carreira política
Filiada ao Partido Popular Socialista no Brasil desde 2000, sua carreira política começa no ano de 2006, quando disputou pela primeira vez as eleições estaduais no Paraná, para o cargo de deputada federal; todavia, não foi eleita, obtendo 24.102 votos e permanecendo na suplência. Nas eleições municipais de 2008, elegeu-se vereadora em Curitiba com 4.984 votos. Em 2012, chegou a ser pré-candidata pelo PPS pela prefeitura de Curitiba, porém o partido decidiu apoiar Luciano Ducci (PSB).
O eleitorado curitibano negou-lhe um segundo mandato nas eleições municipais de 2012, quando obteve apenas a primeira suplência do PPS com 4.791 votos.

### Carreira política na Itália
Bueno concorreu a vaga na Câmara dos Deputados da Itália pela quota de representação dos italianos no exterior. Como não conseguiu lugar na lista do Partido Democrático de Pier Luigi Bersani, ingressou no movimento cívico União Sul-Americana de Emigrantes Italianos (USEI) como primeira candidata. Os 18.077 votos recebidos no distrito eleitoral da América do Sul em fevereiro de 2013 asseguraram-lhe uma cadeira no Parlamento Italiano, sendo assim, a segunda mulher brasileira a assumir o cargo. A primeira foi Ida Matarazzo, de 1953 a 1958, filha do conde Francesco Matarazzo.
Devido à formação política de sua família, Renata passou a apoiar o Partido Democrático (PD), o principal partido de centro-esquerda do país, e, particularmente, o seu líder Matteo Renzi, que foi o primeiro-ministro da Itália de fevereiro de 2014 a dezembro de 2016. Em outubro de 2014, por conta de desavenças com a USEI, decidiu fundar seu próprio partido chamado Movimento Paixão Itália (Movimento Passione Italia). Todavia, por conta da burocracia da legislação eleitoral italiana, Bueno decidiu que sua sigla iria aderir à lista centrista Cívico Popular Lorenzin (Civico Populare Lorenzin) para disputar as eleições de 2018. 
Nas eleições legislativas de 2018, seu partido obteve 18,91% dos votos no círculo eleitoral sul-americano. Renata liderou a coligação de partidos Lista Cívica Popular com 6,3% (em comparação com 0,5% na Itália), mas não obteve êxito em sua reeleição. Ela atribuiu sua derrota à falhas nos serviços de entrega de cédulas de votação pelos Correios para os brasileiros com cidadania italiana, mesmo sendo a candidata mais votada no Brasil, entre 24 candidatos, e a terceira na América do Sul.. Em 2022, retornou aos quadros do USEI e tentou recuperar sua cadeira no Parlamento Italiano, contudo, novamente não foi eleita; embora tenha sido a mais votada no Brasil e a segunda candidata mais votada na América do Sul.

### Desempenho eleitoral
| Ano  | Cargo                           | País   | Partido                                           | Votos  | %    | Resultado  | Ref.          |
| ---- | ------------------------------- | ------ | ------------------------------------------------- | ------ | ---- | ---------- | ------------- |
| 2006 | Deputada federal pelo Paraná    | Brasil | PPS                                               | 24.102 | 0,45 | Suplente   | [ 7 ]         |
| 2008 | Vereadora de Curitiba           | Brasil | PPS                                               | 4.984  | 0,52 | Eleita     | [ 8 ] [ 9 ]   |
| 2012 | Vereadora de Curitiba           | Brasil | PPS                                               | 4.791  | 0,53 | Suplente   | [ 12 ]        |
| 2013 | Deputada do Parlamento Italiano | Itália | USEI                                              | 18.077 | —    | Eleita     | [ 15 ]        |
| 2018 | Deputada do Parlamento Italiano | Itália | Movimento Paixão Itália (Cívico Popular Lorenzin) | 15.200 | —    | Não Eleita | [ 21 ] [ 22 ] |
| 2022 | Deputada do Parlamento Italiano | Itália | USEI                                              | 25.408 | —    | Não Eleita | [ 23 ]        |

## Vida pessoal
Foi casada, por dois anos, com o ex-vereador de Curitiba, Juliano Borghetti. Borghetti é irmão de Cida Borghetti e é um dos envolvidos no "massacre de SC", quando foi preso por agressões entre as torcidas dos clubes de futebol Atlético Paranaense e Vasco da Gama na cidade de Joinville.

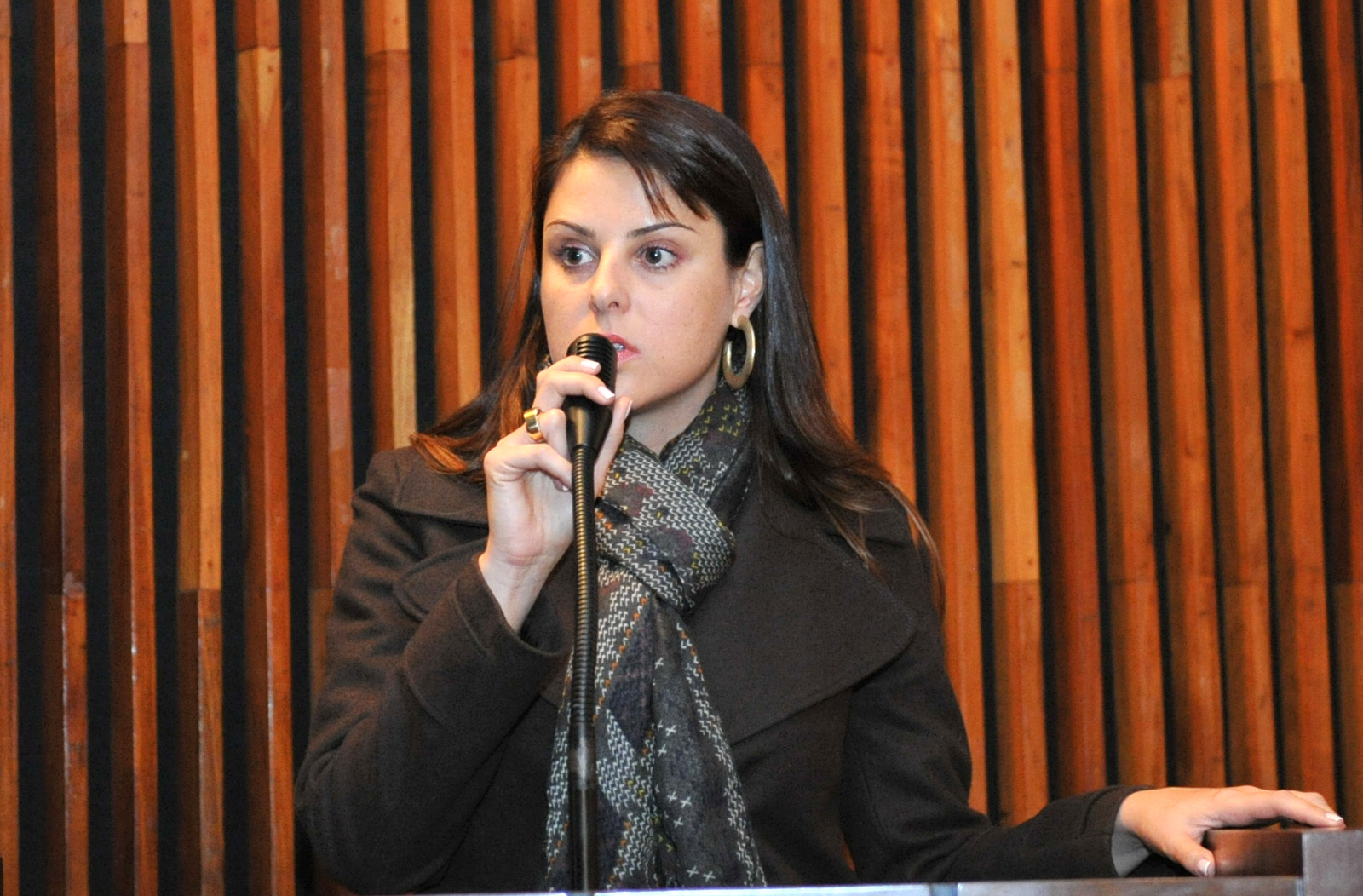
Renata Bueno na Assembleia Legislativa do Paraná

Atualmente, é casada com o empresário italiano Angelo Martiriggiano.

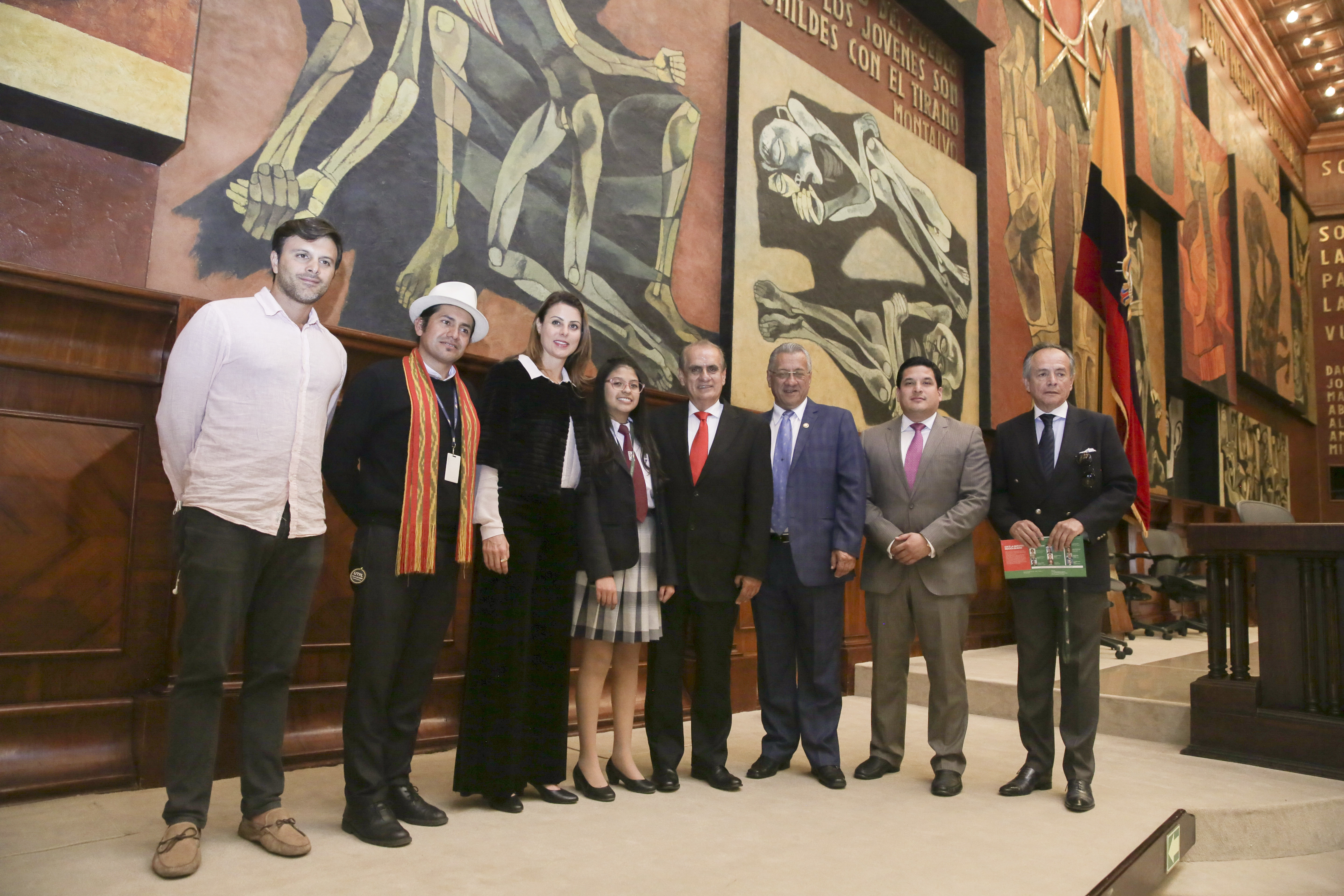
Visita de Renata Bueno a Assembleia Nacional do Equador como deputada da Itália